# Yamasá
Yamasá es un municipio de la República Dominicana, que está situado en la Provincia de Monte Plata.

## Geografía
El municipio está formado por terreno fértil y accidentado con llanuras, montañas y numerosos ríos, arroyos y manantiales.
Esta demarcación territorial cuenta con la sierra más importante del país que lleva el nombre de “Sierra de Yamasá”. En esta sierra nacen siete picos adyacentes que por sus características se denomina con el nombre de “Siete Picos”, los cuales tienen aproximadamente a unos 853 metros de altura. También nacen los principales ríos del municipio, como son: Ozama,  Verde, Yamasá, Guanuma,  Máyiga, Isabela, Haina y Básima, estos tres últimos vierten sus aguas a otros municipios y provincias cercanas. 

## Límites
Municipios limítrofes:
|                               | Norte: Cotuí y Monte Plata                               |                   |
| Oeste: Maimón y Piedra Blanca |                                                          | Este: Monte Plata |
|                               | Sur: Villa Altagracia, Pedro Brand y Santo Domingo Norte |                   |

## Distritos municipales
Está formado por los distritos municipales de:
| Nombre      | Código   |
| ----------- | -------- |
| Yamasá      | 09290401 |
| Los Botados | 09290402 |
| Mama Tingó  | 09290403 |

## Clima
El clima que predomina en este municipio es tropical variado, acentuándose el clima tropical de bosque húmedo en especial las regiones montañosas. Anualmente se producen entre 2000 a 2500 mm de lluvia.

## Demografía
El municipio cuenta aproximadamente con 52 000 habitantes y una población votante de 28 935 ciudadanos y una población por debajo de 18 años de 23 065 aproximadamente. 
La mayor densidad poblacional se concentra en las zonas urbanas: La población cabecera, Los Botados, Hato Viejo, Sabana Grande y San Antonio. 

## Historia
El municipio fue fundado en el año 1859 con la llegada de la señora María Matilde Estévez. Ella era procedente de Villa Mella, a su llegada se instaló cerca de un pequeño arroyuelo de corta desembocadura al río de Yamasá.
Se caracterizó por la organización de campesinos procedentes del Cibao que salían huyendo a la revolución del año 1857 auspiciada contra el gobierno de Buenaventura Báez, con el propósito de internarse en Santo Domingo para hacer negocio o quedarse a vivir en esta tierra de Yamasá.
La primera noticia documentada sobre Yamasá aparece en el año 1859, en esa fecha el Senado Consultor emitió el Decreto n.º 606, erigiendo a esta sección en puesto militar, siendo promulgado el 25 de junio del mismo año.
Yamasá, es vocablo de origen taíno indígena y era el nombre nombre dado al río  por los aborígenes habitantes del cacicazgo de Higüey en su travesía al de Maguana y viceversa. 
El 24 de marzo de 1874, Yamasá pasó a ser puesto cantonal de la provincia de Santo Domingo. El escritor y periodista Freddy de León Bello, dice en su libro “Historia de Yamasá”, que hay contradicción con la fecha porque según Enrique Decamps, en su libro la República Dominicana, directorio y guía general, establece que fue en el año 1888. Don Patricio Ramírez, afirma en su libro “Yamasá, sus Hombres y su Historia” que fue en virtud de la Constitución Política del 8 de septiembre de 1907. Cito Historia de Yamasá.
Con la creación de la Ley 397 del 11 de noviembre de 1932 se crea la provincia Trujillo y ésta queda incorporada como común de la misma. El primer síndico elegido democráticamente en el año 1963 fue Rodolfo Martes Díaz. Desde el año 1963 hasta la fecha el municipio de Yamasá ha tenido trece (13) Alcaldes Municipales elegidos mediante el voto popular.

## Principales riquezas culturales
Yamasá, es un municipio rico en valores culturales, por la mezcla de  extranjeros y de habitantes de otras demarcaciones del país que llegaron y se quedaron a vivir.
Con la creación del Ingenio Río Haina se ampliaron los cultivos de caña de azúcar en la zona este del municipio y se traen extranjeros haitianos a laborar en los cañaverales. Estos migrantes se alojaron en los diferentes bateyes de la comarca territorial haciendo familia y vida cultural. Es en tal tenor que se introduce el gagá como manifestación cultural.
Dentro de la expresiones culturales y religiosas existe la veneración a la Virgen de la Mercedes, manifestación religiosa que empieza con la llegada de María Matilde Estévez, quien años después trajo una imagen de dicha virgen de la comunidad La Luisa de Monte Plata, lo que sirvió de apoyo a la fundación de la Ermita como centro de adoración católica.
Las velaciones son acompañadas de bailes, salves, panderos, palos, güiras, maracas. Estas duran 9 días y 10 con la velas. se hacen enramadas para los atabales (palos) donde se manifiesta el baile llamado “palo arriba y palo abajo”, “calunga y gera pega”.
El balsié se cree que es oriundo de las cofradías de Hato Viejo. La comunidad de Hato Viejo adoptó el pri-pri de Villa Mella, por residentes oriundos de Villa Mella y La Victoria. 
El Vaporú, acompañado de panderos en forma de canciones (salves), es una expresión taína y que en su rito religioso se realiza años tras años.[cita requerida]
El Baquiní es una expresión afro-antillana que consistía en hacer un rito a un infante difunto, al cual le colocaban una corona en la cabeza para simbolizar un angelito y cantaban toda una noche alrededor del cadáver, con grupos de niños acompañados de panderos y flores alrededor.

### Festividades
En 1978, se introducen las fiestas patronales con elementos religiosos y culturales dedicados a la Virgen de las Mercedes, patrona de Yamasá. En esa época se celebraban del 15 al 24 de septiembre de cada año.
```
Con la llegada del Padre Jesús,  las patronales cambian de celebración de Las Mercedes a San José, por ser San José el santo patrón de Yamasá, permitiendo así la coincidencia con la Cuaresma.
```

### Fiesta a San Antonio de Padua
Esta fiesta cultural y religiosa tuvo como su fundador a Juan Antonio Guillén. Se creó una ermita para tales fines y en junio de cada año se realiza la fiesta en honor al Santo. En ella se dan cita miles de personalidades de la vida cultural, económica, social y religiosa para participar y presenciar tal celebración.

## Fechas conmemorativas
- Día de la Altagracia - 21 de enero.
- Celebración día de las Mercedes - 24 de septiembre.
- Celebración día del Patrón San José, del 10 al 19 de marzo de cada año
- Celebración fiestas patronales.
- Celebración día a San Antonio de Padua, todos los 13 de junio.
- Jueves Corpus Christi. Mes de junio.

En estas fiestas se exhiben piezas taínas que es uno de los elementos culturales que han quedado como legado de los aborígenes, siendo los Hermanos Guillén quienes han revivido este arte a través de su industria de alfarería.

## Lugares de recreación
En el municipio de Yamasá existen muchos lugares para hacer turismo interno, tanto de montaña como de ríos. La mayoría son lugares abiertos al público donde no existen restricciones para su uso, puesto que no pertenecen al sector privado. En algunos lugares hay paisajes de diversión que pertenecen al sector privado y han sido acondicionados para el disfrute de personas que deseen visitarlo; como por ejemplo Balneario Riveras del Guanuma que está a unos 10 kilómetros de la población aproximadamente. 

### Lugares recreativos abiertos al público
- Balneario del Guanuma km 35
- Río Guanuma (dirección: Sabana Grande, Hato Viejo)
- Polideportivo Multiuso Villa Olímpica
- El Río Ozama (dirección: Los Arroyos de Peralvillo)
- Excursiones de Montañas 7 picos
- El Salto (dirección el Jagüey carretera San Antonio).
- Rivera del Guanuma km.35
- Balneario de Río Verde.

## Economía
Gran parte de la economía municipal se encuentra en las explotaciones agrícolas y las crianzas de ganados porcino, bovino y en menor proporción caprino, así como la crianza de aves,  en especial gallinas.
La economía del municipio de Yamasá, además de nutrirse de las actividades agropecuarias, también posee diferentes comercios diversificados, tales como supermercados, bodegas, tiendas de ropas, restaurantes, repuestos de vehículos, ferreterías, farmacias, sector de las bancas comerciales, laboratorios, tiendas de zapatos, entre otros. Hay una empleomanía de servicios públicos muy nutrida en especial en el sector magisterial.

### El sector agrícola
Yamasá es uno de los principales municipios productores de cacao. Desde el año 1981, la Agencia Técnica Alemana (GTC) presta ayuda a los productores de la zona a través de la mejora de la calidad del cacao, su comercialización y organización en la producción y ventas. En 1981, se creó el Bloque Cacaotero, conformado por 22 organizaciones con 408 productores que aglutinaban alrededor de 63 000 tareas de cacao. En la actualidad el Bloque Cacaotero representa la gerencia y administración de la mayoría de la producción de cacao de las asociaciones productoras. La producción es exportada hacia los Estados Unidos, Francia, Italia, Suiza y Alemania. Entre Yamasá y Peralvillo hay sembradas y en producción 160 000 tareas que producen aproximadamente 96 000 quintales por año y 5280 toneladas métricas anuales generando anualmente entre 7.2 a 8.4 millones de dólares. 
Del cacao dependen aproximadamente unas 32 000 personas de las cuales 4500 son productores o cacaotaleros y genera unos 7500 empleos directos. El cacao del municipio es una de las principales fuentes de divisas del país; además protege el medio ambiente favoreciendo la flora y la fauna.
El café se cultiva en zonas bajas y es también una de las principales fuentes económicas para el municipio, aunque en menor proporción que el cacao.
Existen otros rubros como: yuca, maíz, arroz, yautías, auyama, batata, plátanos, guineos, etc. que se producen en áreas de quebradas y que se reparte entre la manutención local y el mercado de Santo Domingo. En la comunidad de Hato Viejo cítricos en gran abundancia de parte del mercado nacional entre otros cultivos están: naranjas, mandarinas, limones y toronjas.
Producción de pimientas: En Hato Viejo se introdujo la producción de pimientas con muchos éxitos, hay muchos agricultores dedicados a este rubro con un mercado seguro.
Ganadería: La zona de Hato Viejo, Los Botados y la parte este del municipio se dedica a la ganadería de bovino y de porcinos, en menor proporción, caprinos y avícolas, lo que genera a Yamasá empleo de mano de obra y divisas al país.

## Educación
En el municipio de Yamasá existe un Distrito Educativo marcado con el número 17-01, perteneciente a la Regional de Educación n.º 17 de Monte Plata.
Actualmente cuenta con 73 centros educativos en los niveles Inicial, Básico, Medio Adultos y una escuela laboral. Estos centros educativos se distribuyen los niveles en 334 aulas de la siguiente manera: 
| Niveles          | Centros Educativos |
| ---------------- | ------------------ |
| Inicial y Básico | 57 centros         |
| Medio            | 11 centros         |
| Adultos          | 5 centros          |
| TOTAL            | 73 Centros         |

## Deporte
El deporte es uno de los elementos que más interés despierta en nuestro pueblo, especialmente el béisbol, baloncesto y voleibol.
En el siglo pasado en las 4 últimas décadas el deporte más practicado era el béisbol, casi todas las comunidades se organizaban jueves y se hacían competencias entra comunidades cercanas y grupos deportivos de otros pueblos.

### Béisbol
Entre las décadas de los 80 y 90 grupos de jóvenes mostraban sumamente habilidades en dicha disciplina llegando a destacar como jugadores de la pelota y el bate los siguientes jóvenes: Gilberto Junior de León, Geraldo Álvarez, Tomás Álvarez (el gua), Esmil Caba, Gregorio de la Cruz (Dilone), Adriano de León (Chiquito), Roberto de los Santos, Nelson de León, El Chino de Villavizar, Eneterio de León, Ramón Ramírez (Pochon), Ramón Martes (Moncho), Apolinar Hernández, Carlos Manuel Hernández, Alfredo Rafael Díaz (Pingo), Alfredo Payán, Jhovany Contreras (Mundito), Jhovany Bautista, Edward Bautista (kililaje) con dos hijos muy prometedores en el mismo campo, Jesús de la Cruz el cual tiene como hijo a Víctor Manuel con muchas probabilidades de éxitos, Martín Publio Gautreaux (Mánager de la Liga Sor Ana Nolan) y otros.
A partir de este grupo de jóvenes peloteros de liga local fueron firmados por ligas internacionales los deportistas Henry David de la Cruz Tineo para los Bravos de Atlanta quien más tarde fue retirado, Junior Félix para los Azulejo de Toronto,  de Monte Cristi, pero formado en Yamasá.
Hoy tenemos como lanzador estrella jugando con los Indios de Cleveland a Fausto Carmona, con las Águilas Caribeñas tenemos a Dionis César jugando como segunda base en el equipo.
Pasando a las décadas de los 60 contamos con jugadores destacados del Béisbol como fueron: Bartola Caba, Luis Conrado, Sergio Contreras, Papucho del Rosario, Federico Manzueta, Manuel Manzueta y Francisco de León. 
En la década de los 70 y 80 tenemos: Arturo de León, Hnos. Carmona, Arcibiades Cabrera, Ambrosio Agramonte, Simón Manzueta, Apolinar Beltrán, Bernardo Fajardo, Manuel Helena de León, Rafael de la Cruz, Francisco de León, Miguel Muñoz, Ramón de la Cruz, Antonio Abreu, Genaro Laurencio, Sócrates Reyes, Hnos. Albarito, Bienvenido Reynoso y Diógenes Reyes.

### Voleibol
Este se inició en nuestro municipio con la llegada de las hermanas Sor Susana Daly en el año 1954 de origen canadiense; se practicaba en el patio de una enramada que funcionaba donde está ubicado el Politécnico Sor Susana Daly.
A nivel deportivo a lo largo de los años, Yamasá ha jugado un papel preponderante tanto a nivel escolar como a nivel extra–escolar.
Todos los años se organizan torneos escolares en los cuales los jóvenes estudiantes de las diferentes escuelas participan de formar masiva.
En los veranos se celebran cada año el torneo de baloncesto más ardiente de la región en donde se dan cita los mejores jugadores de la zona.
Yamasá cuenta con instalaciones deportivas del más alto nivel, esto gracias a las edificaciones construidas para los pasados Juegos Nacionales en donde fuimos sede de varios deportes.

## Junta de desarrollo comunitario (ONG)
Yamasá ha sido un municipio de tradiciones religiosas. Los sacerdotes y monjas han contribuido a que las comunidades se organicen en beneficio de su desarrollo personal y social.
En el siglo pasado las mayorías de las comunidades estaban agrupadas en la Federación de Ligas Agrícolas Campesinas (FEDELAC) por sus cesiones y parajes de características agropecuarias. La FEDELAC es una organización con carácter legal y de apoyo a los campesinos en su desarrollo comunitario y agracio.
Yamasá, cuenta en la actualidad con varias organizaciones o juntas comunitarias (ONG), estas son:
PADEYA: Patronato de la Educación de Yamasá que actúa en pro del desarrollo de la educación del municipio de Yamasá. Esta funciona como un patronato y surgió de la celebración de los 40 años de labor al servicio de la educación de las Hermanas de la Inmaculada Concepción, agrupaciones religiosas de monjas que se entregaron en. En el área de la salud, deporte y educación.
CEZOPAS: (Centro Zonal Pastoral Social) es una organización que trabaja con la iglesia católica, que contribuye a la ayuda a diferentes grupos organizados en las comunidades.
En Yamasá se rayó de acción ha tenido bastante éxito en el área educativa con la construcción de varios centros educativos de concretos y en comunidades aisladas y de difícil acceso.

### Junta de Desarrollo de Yamasá
La Junta de Desarrollo fue fundada como apoyo a la iglesia católica para resolver los problemas sociales que afectan a la comunidad como son: Caminos vecinales, alimentación, apoyo al medio ambiente, a las organizaciones campesinas, entre otras. Sus pioneros fueron: El Padre Leonel Wash, Ramón de Jesús, Celestino de la Cruz, Sor Noelia Hernández y Pedro Martínez, entre otros.

## Hermanamiento
- Peralvillo, República Dominicana